# Сеньків Володимир Йосафатович
Володимир Йосафатович Сеньків (26 червня 1954, Росохач, нині Україна — 7 вересня 2022, Сосулівка, Україна) — український учасник національно-визвольних змагань, політв'язень, правозахисник. Кавалер ордена «За мужність» I ступеня (2006).

## Життєпис
Володимир Сеньків народився 26 червня 1954 року в селі Росохачі, нині Чортківської громади Тернопільської области України.
Закінчив 8 класів. Служив рядовим в аеродромній роті Радянської армії в м. Василькові Київської области.
Заарештований 28 червня 1973 року в м. Тернополі СГ УКДБ в Тернопільській области. Член підпільної патріотичної Росохацької групи, яка в ніч з 21 на 22 січня 1973 року розвісила в м. Чорткові українські національні прапори і розклеїла антирадянські листівки на честь 55-ї річниці проголошення незалежності УНР. Засуджений 24 вересня 1973 року Тернопільським обласним судом в закритому засіданні на 4 роки таборів суворого режиму і 3 роки заслання. Покарання відбував в таборі особливого режиму ВС-389/36 в селі Кучино Пермської області, де  був на той час наймолодшим в"язнем. Згодом перебував на засланні у селі Парабель Томської області.  Звільнений 1980 року, реабілітований.
Від 1999 року проживав у с. Сосулівці.
Про членів Росохацької підпільної організації Харківською правозахисною групою видана книжка «Юнаки з огненної печі», відзнято документальні фільми «Прапори» (2018)та «Росохацька група»(2023).
Помер 7 вересня 2022 року.

## Нагороди
- орден «За мужність» I ступеня (18 серпня 2006) — за громадянську мужність, виявлену при піднятті національного прапору України у місті Києві у 1966 році та місті Чорткові Тернопільської області у 1973 році, активну участь у національно-визвольному русі[9].